# 大谷卓男
大谷 卓男（おおたに たくお、1953年6月11日 - ）は、日本の企業家。テーオーシー社長。星製薬株式会社代表取締役。学校法人星薬科大学理事長。

## 略歴
- 1976年 青山学院大学理工学部卒。
- 1988年6月 株式会社テーオーシー取締役。
- 1990年6月 同社常務取締役。
- 1991年6月 同社専務取締役。
- 1993年6月 株式会社テーオーシー代表取締役。
- 1995年6月 株式会社ホテルニューオータニ取締役。
- 1995年7月 学校法人星薬科大学理事。
- 1999年4月 星製薬株式会社代表取締役。
- 2001年4月 学校法人星薬科大学理事長。